# Бърница (община Пале)
Бърница (на сръбски: Брњица) е село в Босна и Херцеговина, разположено в община Пале, в ентитета на Република Сръбска. Населението му според преброяването през 2013 г. е 26 души, от тях: 26 (100 %) сърби.

## Население
Численост на населението според преброяванията през годините:
- 1961 – 164 души
- 1971 – 126 души
- 1981 – 103 души
- 1991 – 68 души
- 2013 – 26 души